# Gondolen (skidlift i Åre)
Gondolen, eller VM-Gondolen, är en kopplingsbar gondolbana i Åre skidområde. Den är tillverkad av franska Poma och sträcker sig från VM-Platån (före detta Olympiaplatån, 827 meter över havet), vid VM8:ans avstigning, upp till Sveriges högsta liftburna åkhöjd – 1 274 meter över havet – på Åreskutan. Gondolen invigdes den 3 mars 1989 av kung Carl XVI Gustaf och drottning Silvia. Liften fick då namnet Olympiatoppen, men detta ändrades senare till Olympiagondolen, och sedan 2008 är den benämnd Gondolen.
Inför vintersäsongen 2018/19, och Åres tredje arrangemang av Alpina VM, byttes de 45 gamla gondolerna ut mot 56 nya Leitner-tillverkade gondoler (vilket ökade kapaciteten med ungefär motsvarande Kabinbanans totala kapacitet som kompensation vid en eventuell rivning inom en överskådlig framtid). Varje gondol rymmer tolv personer, men lastas med högst elva eftersom de vind-svajningsdämpare som finns i golven motsvarar en vuxen persons vikt. Sedan 2007 drivs Gondolen även sommartid i Åre Bike Park under den främsta semesterperioden (upp till fyra personer med mountainbike får plats per gondol). Under drift har liftpersonalen vid både dal och berg varsin fjärrkontroll kopplad till banan som extra säkerhet, som i övrigt på dal underlättar processen vid garagering av gondolerna.

## Teknisk data
- Längd: 1 610 m
- Max hastighet: 5,0 m/s
- Fallhöjd: 447 m
- Maxlast: 12 (11) pers/gondol
- Max kapacitet: 3 000 (2 750) pers/tim
- Antal gondoler: 56 st
- Antal stolpar: 21 st
- Vajerdiameter: 52 mm
- Vajervikt: 32 ton
- Driveffekt: 640 kW

## Galleri

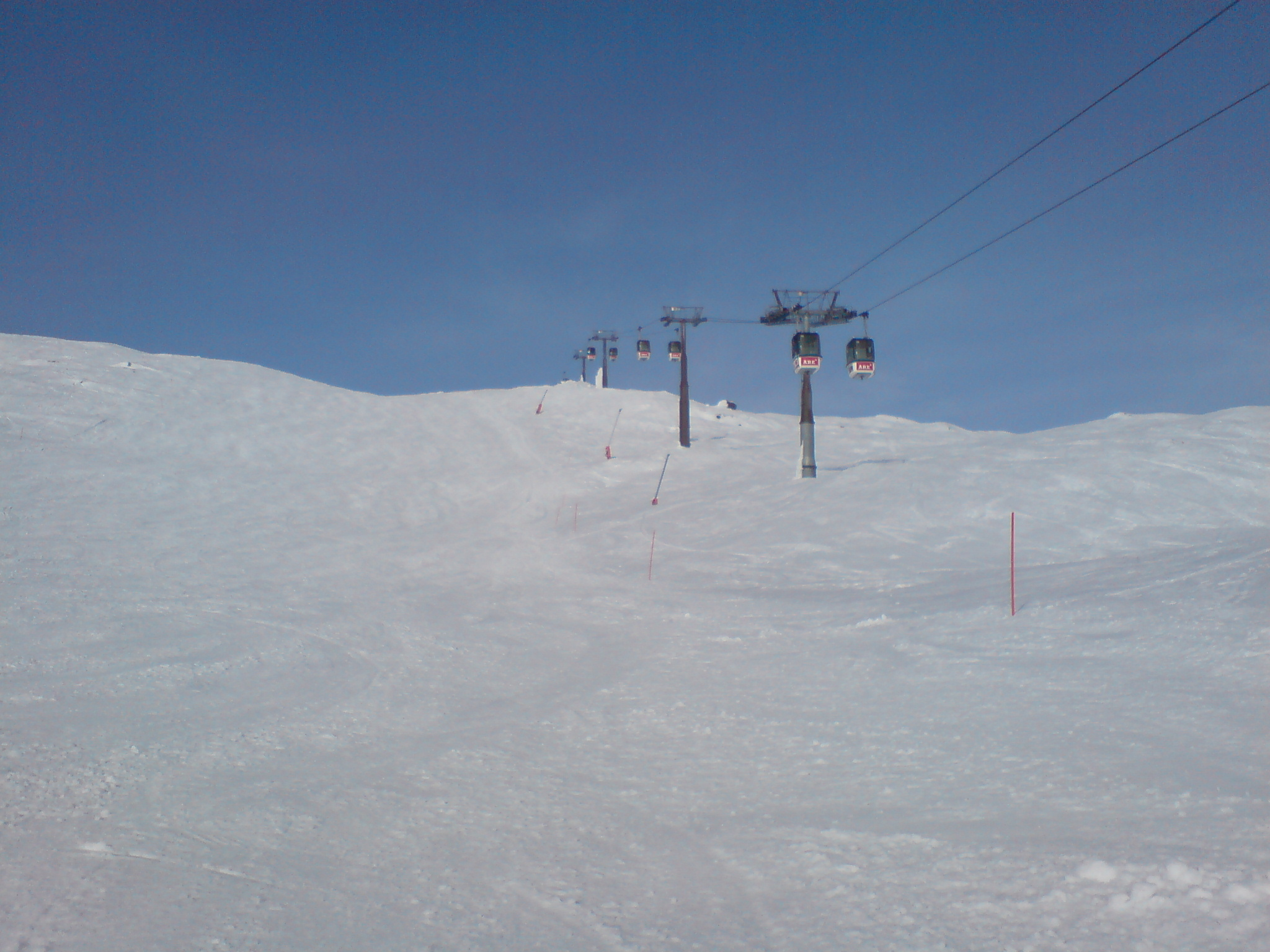
Gondolbanan byggdes först med 20 stolpar, men stolpen närmast i bild blev extra tillsatt lite längre i efterhand.
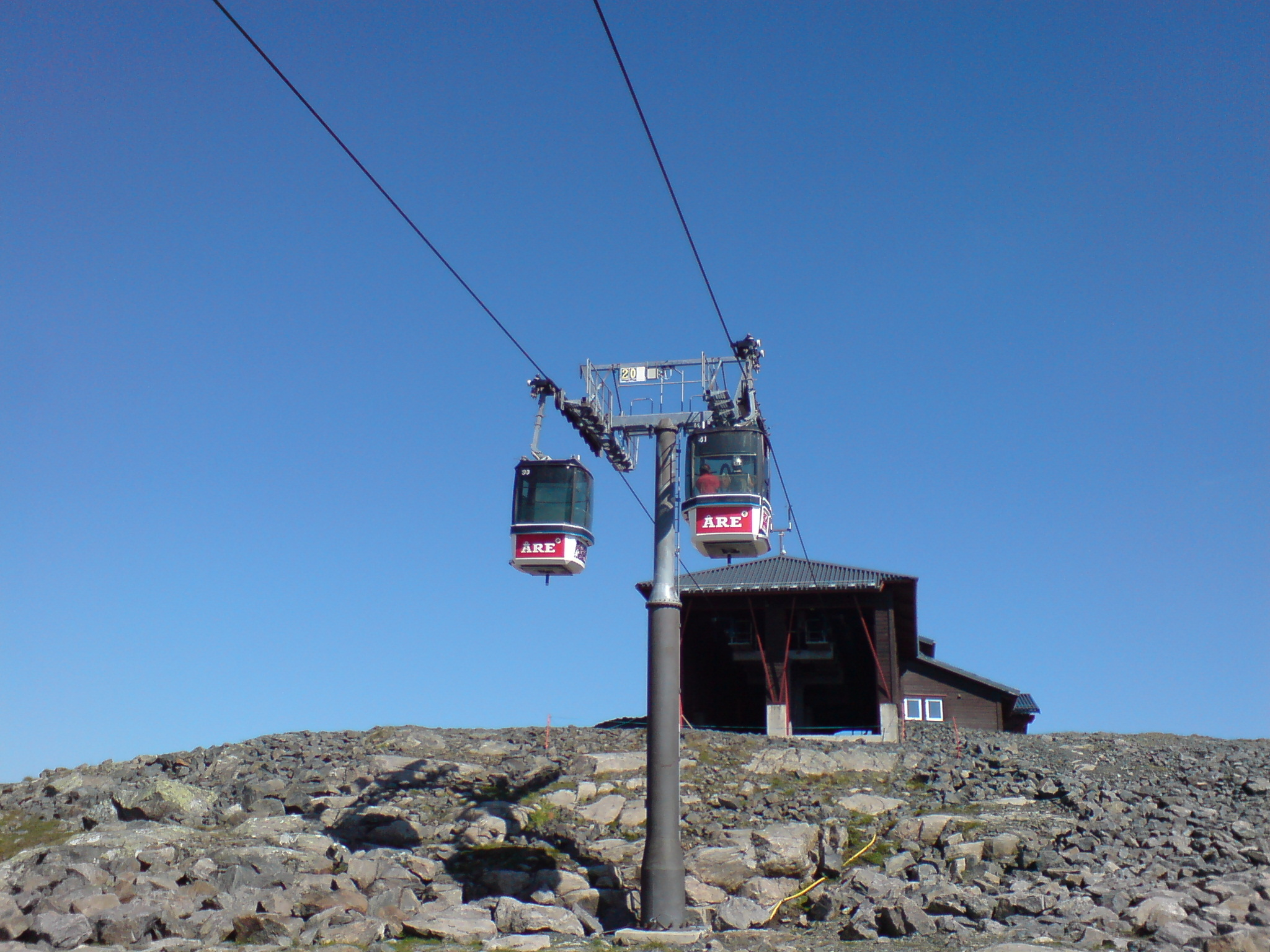
Toppstationen, sommartid.